# .tv
.tv為吐瓦魯國家及地區頂級域（ccTLD）的域名，於1996年開始接受申請。
2001年，由威瑞信集團擁有的.tv集團 (.tv Corporation)與圖瓦盧政府達成協議，以五千萬美元的價錢購買.tv的控制權。特点是直接形成电视、视频等概念联想。
2021年12月14日，图瓦卢司法、通信和外交部在 Facebook 上宣布，他们已选择Godaddy Registry作为新的域名注册局。

## 外部連結
.tv域名注册